# MC 오랑
물루디아 클뢰브 도랑(프랑스어: Mouloudia Club d'Oran, 아랍어: نادي مولودية وهران) 또는 MC 오랑(MC Oran)은 오랑을 연고로 하는 알제리의 축구 클럽이다.

## 주요 경력

### 알제리 국내 대회
- 알제리 샹피오나 나시오날: 우승 4회 (1971, 1988, 1992, 1993), 준우승 9회 (1968, 1969, 1985, 1987, 1990, 1995, 1996, 1997, 2000)
- 알제리 컵: 우승 4회 (1975, 1984, 1985, 1996), 준우승 2회 (1998, 2002)
- 알제리 리그컵: 우승 1회 (1996), 준우승 1회 (2000)
- 알제리 슈퍼컵: 준우승 1회 (1992)

### 국제 대회
- CAF 챔피언스리그: 준우승 1회 (1989)
- 아랍 챔피언스리그: 준우승 1회 (2001)
- 아랍 컵 위너스컵: 우승 2회 (1997, 1998)
- 아랍 슈퍼컵: 우승 1회 (1999)

## 선수 명단

### 현역
참고: FIFA 자격 규정에 따라 소속된 국가대표팀 국기를 표시합니다. 선수는 복수의 FIFA 비회원국 국적을 가지고 있을 수 있습니다.
| 번호 | 포지션 | 국적 | 이름        |
| ---- | ------ | ---- | ----------- |
| 7    | FW     | 가나 | 맥스웰 바코 |

| 번호 | 포지션 | 국적         | 이름          |
| ---- | ------ | ------------ | ------------- |
| 18   | FW     | 코트디부아르 | 모하메드 실라 |
| 23   | MF     | 코트디부아르 | 세리 그놀레바 |

## 역대 감독
| 감독               | 임기        |
| ------------------ | ----------- |
| 카를로스 고메스    | 1970 ~ 1971 |
| 사이드 하지 만수르 | 1997 ~ 1998 |
| 에르베 레벨리      | 2003 ~ 2004 |
| 에우리쿠 고메스    | 2007        |
| 에우리쿠 고메스    | 2008        |
| 사이드 하지 만수르 | 2009        |
| 알랭 미셸          | 2011        |
| 사이드 하지 만수르 | 2011        |
| 라울 사보이        | 2012        |
| 루크 아이마엘      | 2012        |
| 라울 사보이        | 2012        |
| 조반니 솔리나스    | 2013        |
| 장-미셸 카발리     | 2014 ~ 2015 |
| 장-미셸 카발리     | 2017        |
| 장-미셸 카발리     | 2019        |
| 베르나르 카소니    | 2020 ~ 2021 |
| 모에즈 부아카즈    | 2021 ~ 2022 |
| 에릭 첼            | 2024 ~      |